# Rue Robert-Estienne
La rue Robert-Estienne est une voie en impasse du 8e arrondissement de Paris. 

## Situation et accès
Elle s'ouvre au 26, rue Marbeuf.

## Origine du nom
Elle porte le nom du célèbre imprimeur et lexicographe de la Renaissance Robert Estienne (1503-1559).

## Historique
La rue Robert-Estienne est ouverte en 1883 et reçoit sa dénomination actuelle par un arrêté du 30 août 1884.
Sa voirie est cédée à la Ville de Paris par le promoteur privé l'ayant créée, la Société du quartier Marbeuf, suivant un contrat du 22 octobre 1885.
La rue se termine en impasse : elle bute à l'origine sur un terrain vague appartenant à la Ville de Paris, où sont entassés les débris provenant de l'élagage des arbres. L'endroit est alors dit Chantier des pauvres, car le bois est distribué aux indigents inscrits à l'Assistance publique.
Ce fond de l'impasse, au no 8, est aujourd'hui occupé par l'école maternelle et élémentaire Robert-Estienne. Les murs de la cour intérieure sont décorés de mosaïques de style Art déco.
En 2023-2024, dans le cadre du programme « rues aux écoles », la rue est entièrement piétonisée,.

## Bâtiments remarquables et lieux de mémoire
- No 6 : dans des locaux actuellement occupés par un restaurant est établi dans les années 1950 et 1960 le Mars Club, un club de jazz réputé, aujourd'hui disparu. Billie Holiday (1915-1959) y est engagée lors de son dernier séjour en France, quelques mois avant sa mort.

### Habitants célèbres
- Louise Armandine Duval (1867-1940), dite Armande Cassive, actrice, « mourut [ici], solitaire et dans la misère[5] ».
- Au no 5, François Truffaut (1932-1984) y a ré-installé les bureaux de sa société de production (auparavant rue d'Alésia) : les Films du Carrosse[6],[7].